# Цветан Цветков
Цветан Димитров Цветков е български криобиолог, академик на Българска академия на науките от 1995 г.

## Биография
Роден е на 12 септември 1943 г. в село Стубел, област Монтана. През 1968 г. завършва Технологичния институт по хладилна промишленост в Санкт Петербург, СССР. От 1987 г. е професор, а от 1995 г. – академик.
През 1973 г. създава и в продължение на 35 години ръководи Централната проблемна лаборатория по криобиология и лиофилизация (от 1989 г. – Научноизследователски институт по криобиология и лиофилизация, а от 2000 г. – Институт по криобиология и хранителни технологии). През 2000 – 2006 г. е председател на Националния център за аграрни науки.
Основните научни приноси на акад. Цветан Цветков са в областта на криобиологията и лиофилизацията. Провежда и ръководи биофизични и топлофизични изследвания на клетъчно и молекулно ниво за установяване на механизмите, свързани с устойчивостта на растителните и животински организми при криогенно третиране. Под негово ръководство са разработени и внедрени лиофилизирани храни на различна основа и функционални храни за хранене при екстремални условия, получени по съвременни криобиотехнологични методи; разработени са режимни параметри и технологии за получаване и съхранение на различни лиофилизирани биопрепарати за медицинската практика, предназначени за лечение на рани и материали за биотрансплантация.
Член е на Международния институт по студа в Париж (Франция), Международното дружество по криобиология в САЩ, Американската асоциация на тъканните банки, Международната конфедерация по термичен анализ и калориметрия, Японското дружество по нискотемпературна биология и медицина, Международното дружество по лиофилизация, Руската академия за селскостопански науки.
Умира на 2 юли 2022 г.

## Външни източници
- Списък на академици на БАН Архив на оригинала от 2013-01-16 в Wayback Machine.